# جيو جيتسو برازيلية
جيو جيتسو برازيلية هي رياضة وفن قتالي يركز على التصارع مع التركيز بشكل خاص على القتال الأرضي. تم تطوير رياضة الجيو جيتسو البرازيلية انطلاقا من أساسيات الجودو (newaza) التي تم تدريسها من قبل عدد من الأفراد اليابانيين المهاجرين إلى البرازيل بما في ذلك تاكيو يانو وميتسويو مايدا وسوشيهيرو ساتاكي وايساو اوكانو.